# Campeonato Cearense de Futebol de 2007
O Campeonato Cearense de Futebol de 2007, 93ª edição do torneio, ocorreu entre os dias 13 de janeiro e 6 de maio e foi disputado por 10 times em duas fases. Na primeira fase, todos os clubes se enfrentaram em turno e returno. Os quatro com melhor índice técnico passaram para a fase seguinte de mata-mata, se enfrentando em semifinais de onde saíram os dois times que disputariam o título na grande final.
O campeão dessa edição foi o Fortaleza e o vice-campeão o Icasa, ganhando ambos o direito de disputar a Copa do Brasil de 2008. O Icasa também disputará, juntamente com o Itapipoca, o Campeonato Brasileiro Série C de 2007. Os rebaixados para a segunda divisão do campeonato cearense foram Maranguape e Itapajé.

## Equipes participantes
- Ceará Sporting Club (Fortaleza)
- Ferroviário Atlético Clube (Fortaleza)
- Fortaleza Esporte Clube (Fortaleza)
- Guarani Esporte Clube (Juazeiro do Norte)
- Assoc. Desportiva Recreativa Cultural Icasa (Juazeiro do Norte)
- Itapajé Futebol Clube (Itapajé)
- Itapipoca Esporte Clube (Itapipoca)
- Maranguape Futebol Clube (Maranguape)
- Quixadá Futebol Clube (Quixadá)
- Uniclinic Atlético Clube (Fortaleza)

## Classificação final da primeira fase
| Tabela de classificação | Tabela de classificação | Tabela de classificação | Tabela de classificação | Tabela de classificação | Tabela de classificação | Tabela de classificação | Tabela de classificação | Tabela de classificação | Tabela de classificação |
| Time | Time                    | Pts                     | J                       | V                       | E                       | D                       | GP                      | GC                      | SG                      |
| --- | ----------------------- | ----------------------- | ----------------------- | ----------------------- | ----------------------- | ----------------------- | ----------------------- | ----------------------- | ----------------------- |
| 1 | Fortaleza               | 38                      | 18                      | 12                      | 2                       | 4                       | 40                      | 22                      | 18                      |
| 2 | Icasa                   | 37                      | 18                      | 11                      | 4                       | 3                       | 44                      | 25                      | 19                      |
| 3 | Ceará                   | 36                      | 18                      | 11                      | 3                       | 4                       | 35                      | 24                      | 11                      |
| 4 | Itapipoca               | 33                      | 18                      | 10                      | 3                       | 5                       | 37                      | 29                      | 8                       |
| 5 | Ferroviário             | 23                      | 18                      | 6                       | 5                       | 7                       | 29                      | 31                      | -2                      |
| 6 | Quixadá                 | 22                      | 18                      | 6                       | 4                       | 8                       | 30                      | 37                      | -7                      |
| 7 | Guarani                 | 19                      | 18                      | 4                       | 7                       | 7                       | 22                      | 31                      | -9                      |
| 8 | Uniclinic               | 16                      | 18                      | 4                       | 4                       | 10                      | 20                      | 34                      | -14                     |
| 9 | Maranguape              | 14                      | 18                      | 3                       | 5                       | 10                      | 29                      | 37                      | -8                      |
| 10 | Itapajé                 | 10                      | 18                      | 1                       | 7                       | 10                      | 25                      | 41                      | -16                     |
| Pts – pontos; J – jogos disputados; V - vitórias; E - empates; D - derrotas; GP – gols pró; GC – gols contra; SG – saldo de gols |                         |                         |                         |                         |                         |                         |                         |                         |                         |

|  |                                       |
|  | Times promovidos para a próxima fase  |
|  | Times rebaixados a 2a divisão em 2008 |

## Fase final
Em itálico, os times que possuem o mando de campo no primeiro jogo do confronto e em negrito os times classificados.
|  | Semifinais 11 de abril à 22 de abril | Semifinais 11 de abril à 22 de abril | Semifinais 11 de abril à 22 de abril | Semifinais 11 de abril à 22 de abril |   |           | Final 29 de abril e 6 de maio | Final 29 de abril e 6 de maio | Final 29 de abril e 6 de maio | Final 29 de abril e 6 de maio |
|  |                                      |                                      |                                      |                                      |   |           |                               |                               |                               |                               |
|  | Fortaleza (pro)[a]                   | 0                                    | 1                                    | 1                                    |   |           |                               |                               |                               |                               |
|  | Itapipoca                            | 0                                    | 0                                    | 0                                    |   |           |                               |                               |                               |                               |
|  | Itapipoca                            | 0                                    | 0                                    | 0                                    |   | Fortaleza | 2                             | 1                             | 3                             |                               |
|  |                                      |                                      |                                      |                                      |   | Fortaleza | 2                             | 1                             | 3                             |                               |
|  |                                      | Icasa                                | 2                                    | 0                                    | 2 |           |                               |                               |                               |                               |
|  | Icasa                                | Icasa                                | 2                                    | 0                                    | 2 | 3         | 1                             | 4                             |                               |                               |
|  | Icasa                                |                                      |                                      |                                      |   | 3         | 1                             | 4                             |                               |                               |
|  | Ceará                                | 2                                    | 1                                    | 3                                    |   |           |                               |                               |                               |                               |

- a. ^ A primeira e a segunda partida terminaram empatadas em 0 a 0, levando o segundo jogo à prorrogação, a qual terminou com vitória do Fortaleza por 1 a 0.

## Premiação
| Campeonato Cearense de 2007    |
| Fortaleza                      |
| ------------------------------ |
| Fortaleza Campeão (36º título) |

## Classificação geral
| Tabela de classificação | Tabela de classificação | Tabela de classificação | Tabela de classificação | Tabela de classificação | Tabela de classificação | Tabela de classificação | Tabela de classificação | Tabela de classificação | Tabela de classificação |
| Pos.                    | Time                    | Pts                     | J                       | V                       | E                       | D                       | GP                      | GS                      | SG                      |
| ----------------------- | ----------------------- | ----------------------- | ----------------------- | ----------------------- | ----------------------- | ----------------------- | ----------------------- | ----------------------- | ----------------------- |
| 1                       | Fortaleza               | 46                      | 22                      | 14                      | 4                       | 4                       | 44                      | 24                      | +20                     |
| 2                       | Icasa                   | 42                      | 22                      | 12                      | 6                       | 4                       | 50                      | 31                      | +19                     |
| 3                       | Ceará                   | 37                      | 20                      | 11                      | 4                       | 5                       | 38                      | 27                      | +11                     |
| 4                       | Itapipoca               | 34                      | 20                      | 10                      | 4                       | 6                       | 37                      | 30                      | +7                      |
| 5                       | Ferroviário             | 23                      | 18                      | 6                       | 5                       | 7                       | 29                      | 31                      | -2                      |
| 6                       | Quixadá                 | 22                      | 18                      | 6                       | 4                       | 8                       | 30                      | 37                      | -7                      |
| 7                       | Guarani de Juazeiro     | 19                      | 18                      | 4                       | 7                       | 7                       | 22                      | 31                      | -9                      |
| 8                       | Atlético Cearense       | 16                      | 18                      | 4                       | 4                       | 10                      | 20                      | 34                      | -14                     |
| 9                       | Maranguape              | 14                      | 18                      | 3                       | 5                       | 10                      | 29                      | 37                      | -8                      |
| 10                      | Itapajé                 | 10                      | 18                      | 1                       | 7                       | 10                      | 25                      | 41                      | -16                     |